# ماركو راديتش
ماركو راديتش هو لاعب كرة قدم صربي في مركز الدفاع، ولد في 1 أكتوبر 1985 في بلغراد في صربيا. لعب مع نادي روجومبيروك.